# Попов Георгій Іванович
Георгій Іванович Попов (7 січня 1912, село Боброво Рильського повіту Курської губернії, тепер Курської області, Російська Федерація — 8 грудня 1984, місто Ленінград, тепер місто Санкт-Петербург, Російська Федерація) — радянський діяч, 1-й секретар Ленінградського міського обласного комітету КПРС, 2-й секретар Ленінградського обласного комітету КПРС. Кандидат у члени ЦК КПРС у 1961—1964 роках. Член ЦК КПРС у 1964—1971 роках. Депутат Верховної Ради Російської РФСР 5-го скликання. Депутат Верховної Ради СРСР 6—8-го скликань.

## Життєпис
Народився в родині вчителів.
У 1936 році закінчив Ленінградський інститут інженерів залізничного транспорту.
У 1936—1941 роках — начальник дільниці, начальник цеху заводу «Красный треугольник» міста Ленінграда.
У 1941—1945 роках — у Червоній армії, учасник німецько-радянської війни. З березня 1942 року служив помічником начальника 6-го відділення штабу 143-ї стрілецької дивізії 48-ї армії, з квітня 1943 року — начальником 6-го відділення штабу 106-ї стрілецької дивізії 3-ї гвардійської армії. Воював на Брянському, Центральному і 1-му Українському фронтах, двічі був важко поранений.
Член ВКП(б) з 1942 року.
У 1945—1952 роках — начальник цеху, головний енергетик, партійний організатор ЦК ВКП(б) заводу «Красный треугольник» міста Ленінграда.
У 1952—1956 роках — 1-й секретар Ленінського районного комітету КПРС міста Ленінграда.
У 1956 — грудні 1957 року — 1-й секретар Виборзького міського комітету КПРС Ленінградської області.
У 1957 році заочно закінчив чотири курси Вищої партійної школи при ЦК КПРС.
24 грудня 1957 — 26 січня 1960 року — 2-й секретар Ленінградського обласного комітету КПРС.
8 січня 1960 — 13 лютого 1971 року — 1-й секретар Ленінградського міського комітету КПРС.
У лютому 1971 — 1976 року — представник Міністерства закордонних справ СРСР — керівник Дипломатичного агентства МЗС СРСР у Ленінграді.
З 1976 року — на пенсії в місті Ленінграді.
Помер 8 грудня 1984 року в Ленінграді (Санкт-Петербурзі).

## Звання
- капітан

## Нагороди
- орден Леніна (18.11.1965)
- орден Жовтневої Революції (25.08.1971)
- орден Вітчизняної війни ІІ ст. (28.05.1945)
- два ордени Трудового Червоного Прапора (21.06.1957, 6.01.1962)
- орден Червоної Зірки (6.05.1945)
- орден «Знак Пошани» (1955)
- медаль «За бойові заслуги» (16.04.1943)
- медаль «За перемогу над Німеччиною у Великій Вітчизняній війні 1941—1945 рр.»
- медаль «За визволення Праги»
- медаль «За взяття Берліна»
- медаль «За трудову відзнаку»
- медаль «За доблесну працю. В ознаменування 100-річчя з дня народження Володимира Ілліча Леніна»
- медалі